# Frank Mantek
Frank Mantek (Jena, 20 gennaio 1959) è un ex sollevatore tedesco orientale medagliato olimpico e mondiale che ha gareggiato nella categoria dei pesi medio-massimi (fino a 90 kg.).

## Carriera
Frank Mantek esordì con la squadra nazionale della Germania Est in occasione delle Olimpiadi di Mosca 1980, dove vinse la medaglia di bronzo con 370 kg. nel totale, dietro all'ungherese Péter Baczakó (377,5 kg.) e al bulgaro Rumen Aleksandrov (375 kg.). In quell'anno la competizione olimpica di sollevamento pesi era valida anche come Campionato mondiale.
Ai Campionati mondiali ed europei di Lilla 1981 non riuscì a concludere la gara, finendo fuori classifica, mentre ai Campionati mondiali ed europei di Lubiana 1982 vinse un'altra medaglia di bronzo con 377,5 kg. nel totale.
Nel 1983 partecipò ai Campionati mondiali ed europei di Mosca, ma anche qui non riuscì a terminare la gara e finì fuori classifica.
L'anno successivo, a causa di un infortunio ad una spalla, a soli 25 anni decise di lasciare l'attività agonistica, diventando in seguito un importante allenatore di sollevamento pesi e assumendo la carica di responsabile tecnico della Federazione tedesca di sollevamento pesi per diversi anni. Tra i suoi allievi ha avuto Matthias Steiner, portandolo all'oro olimpico nei pesi supermassimi a Pechino 2008.
Nel 2009 Frank Mantek, in una pubblica intervista, confessò di aver fatto uso di doping da atleta durante gli anni in cui questa pratica rientrava nei sistemi di allenamento della Germania Est.